# Paraspaniella
Paraspaniella is een geslacht van uitgestorven zoogdieren uit de familie Paroxyclaenidae dat tijdens het Eoceen in Europa leefde. De typesoort is Paraspaniella gunnelli

## Fossiele vondsten
Fossielen van Paraspaniella zijn gevonden in Frankrijk in Prémontré en Grauves en dateren uit Vroeg-Eoceen met een ouderdom van 50 tot 51 miljoen jaar (European land mammal age Grauvian).

## Kenmerken
Vermoedelijk was Paraspaniella een frugivoor. Het lichaamsgewicht wordt geschat op circa 1,2 kilogram.